# Eloeophila modoc
Eloeophila modoc är en tvåvingeart som först beskrevs av Alexander 1946.  Eloeophila modoc ingår i släktet Eloeophila och familjen småharkrankar. Inga underarter finns listade i Catalogue of Life.